# Trafikstyrelsen
Trafikstyrelsen är en styrelse som ligger under Transportministeriet i Danmark. Styrelsen har bland annat till uppgift att skapa en effektiv, säker och grön kollektivtrafik. Den administrerar statens ansvar för delar av Danmarks järnvägstrafik och större färjerutter. Även luftfart tillhör styrelsens ansvarsområde. 
Den bildades 2003 och hette från början Trafikstyrelsen for jernbane og færger. Då uppgifterna utvidgades till att även omfatta annan kollektiv trafik bytte den under våren 2009 namn till Trafikstyrelsen. Styrelsen slogs den 15 april 2010 samman med Færdselsstyrelsen och den 1 november 2010 med Statens Luftfartsvæsen. År 2015 blev Færdselsstyrelsen åter en egen myndighet. Under åren 2015 till 2021 hade styrelsen flera olika namn och mer omfattande arbetsgifter då den även ansvarade för byggfrågor.
Styrelsen låg ursprungligen på flera ställen i Köpenhamn, bland annat Ørestad. År 2019 flyttade man samman verksamheten till centrala Köpenhamn.  Nanna Møller är dess direktör. Den har totalt omkring 650 anställda.